# Transporte en Kirguistán
El transporte en Kirguistán está severamente limitado por la topografía alpina del país. Las carreteras tienen que atravesar valles empinados, pasos cruzados de 3000 m de altitud y más, y están sujetas a frecuentes deslizamientos de barro y avalanchas de nieve. Los viajes de invierno son casi imposibles en muchas de las regiones más remotas y de mayor altitud. Los problemas adicionales se deben a que muchas carreteras y líneas ferroviarias construidas durante la época de la Unión Soviética se cruzan hoy en día por fronteras internacionales, lo que requiere que los trámites fronterizos que requieren mucho tiempo crucen donde no están completamente cerrados. El caballo sigue siendo un medio de transporte más utilizado, especialmente en zonas rurales e inaccesibles, ya que no depende del combustible importado de un país.

## Red de carreteras
Con el apoyo del ADB, recientemente se completó un camino importante que une el norte y el suroeste desde Biskek a Osh. Esto facilita considerablemente la comunicación entre los dos principales centros de población del país: el valle de Chuy en el norte y el valle de Ferganá en el sur. Una rama de esta carretera se ramifica a través de un paso de 3500 metros hacia el valle de Talas en el noroeste. Ahora se están formulando planes para construir una carretera importante desde Osh hacia China.
La longitud total de la red de carreteras en Kirguistán es de aproximadamente 34 000 km. De ellos, 18 810 km son vías públicas directamente subordinadas al Ministerio de Transporte y Comunicaciones, y 15 190 km - otras vías (comunales, agrícolas, industriales, etc.). Por su estado, las carreteras del Ministerio de Transporte y Comunicaciones se clasifican en:
- Carreteras internacionales: 4163 km
- Carreteras estatales: 5678 km
- Carreteras locales: 8969 km

Por naturaleza de la superficie se pueden distinguir:
- Caminos de superficie dura: 7228 km (incluyendo 11 km de caminos de concreto de cemento, 4969 km - superficie de concreto bituminoso, 2248 km - pavimento de mezcla de caminos)
- Caminos de ripio: 9961 km
- Caminos de tierra: 1621 km

El servicio frecuente de autobús y, más comúnmente, minibús, conecta las principales ciudades del país. Los minibuses proporcionan transporte público en las ciudades y entre ciudades a las aldeas vecinas.

## Aeropuertos
Tras la caída de la Unión Soviética había unos 50 aeropuertos y pistas de aterrizaje en Kirguistán, muchos de ellos construidos principalmente para fines militares en esta región fronteriza cercana de China. Actualmente, solo unos pocos permanecen en servicio.
Hay cuatro aeropuertos con vuelos internacionales, en Biskek, Osh, Tamchy y Karakol.